# Kamenica Skradnička
 Kamenica Skradnička  falu Horvátországban, Károlyváros megyében. Közigazgatásilag Tounjhoz tartozik.

## Fekvése
Károlyvárostól 33 km-re délnyugatra, községközpontjától 4 km-re délkeletre fekszik.

## Története
A falunak 1857-ben 512, 1910-ben 720 lakosa volt. Trianonig Modrus-Fiume vármegye Ogulini járásához tartozott. 2011-ben a falunak 269 lakosa volt.

## Lakosság
| Lakosság változása | Lakosság változása | Lakosság változása | Lakosság változása | Lakosság változása | Lakosság változása | Lakosság változása | Lakosság változása | Lakosság változása | Lakosság változása | Lakosság változása | Lakosság változása | Lakosság változása | Lakosság változása | Lakosság változása | Lakosság változása |
| ------------------ | ------------------ | ------------------ | ------------------ | ------------------ | ------------------ | ------------------ | ------------------ | ------------------ | ------------------ | ------------------ | ------------------ | ------------------ | ------------------ | ------------------ | ------------------ |
| 1857               | 1869               | 1880               | 1890               | 1900               | 1910               | 1921               | 1931               | 1948               | 1953               | 1961               | 1971               | 1981               | 1991               | 2001               | 2011               |
| 512                | 424                | 617                | 640                | 711                | 720                | 642                | 814                | 733                | 738                | 680                | 643                | 511                | 352                | 287                | 269                |